# Аломантія

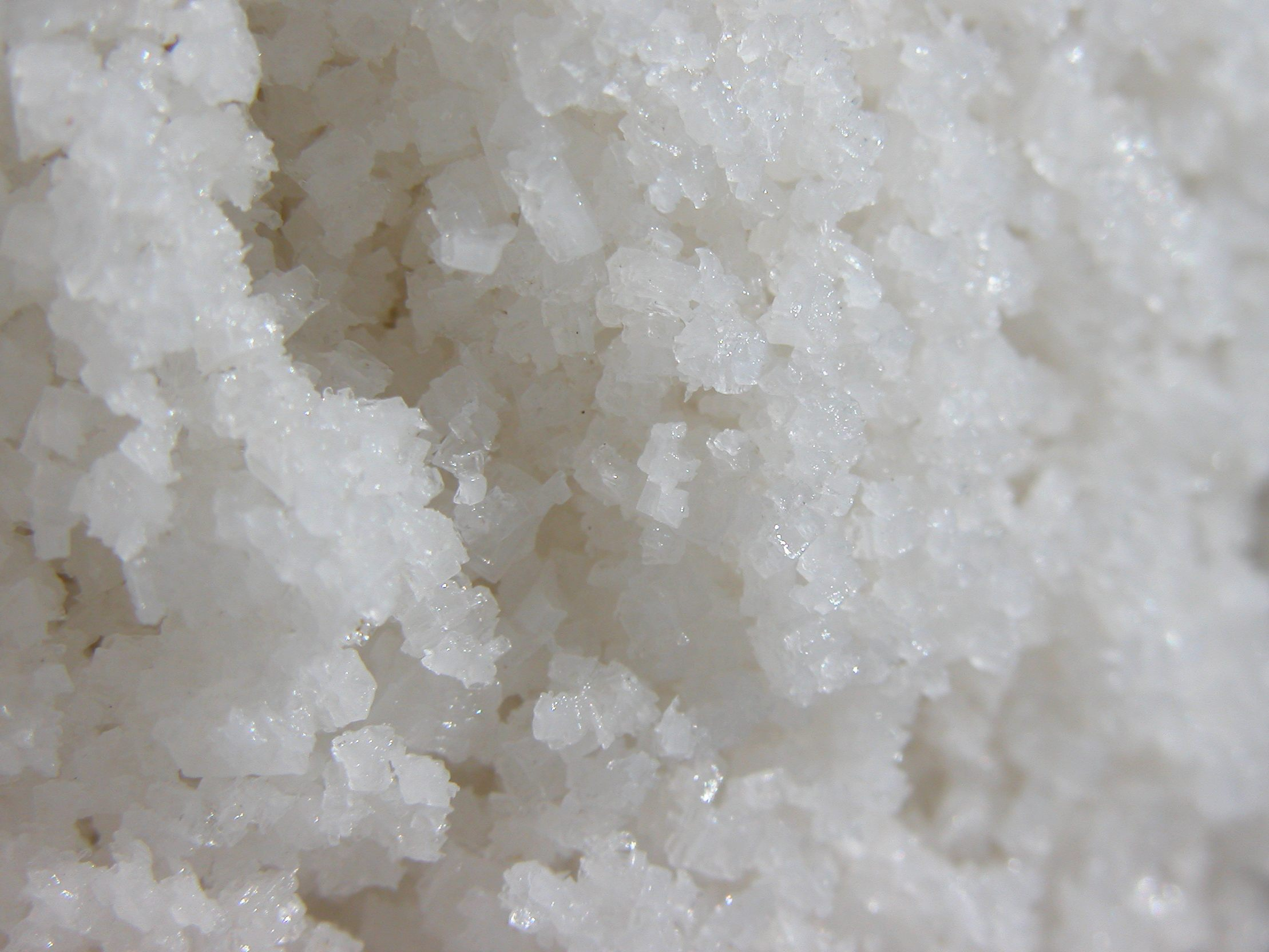
Сіль

Алома́нтія (від грец. halo, «сіль» + manteia «ворожіння») — гадання на солі, що здійснювалося давніми народами.
Сіль, як і борошно, відіграє важливу роль у народній символіці, тому і виникло багато приказок з її участю — просипка солі, клятва на солі, сварка як результат розсипання солі тощо. 
Східні слов’яни здавна клали сіль під престол у церкві для отримання цілющої сили. Однак Стоглавий собор заборонив її використання у церквах, але й досі сіль використовується народом у гаданнях, особливо на святки .
При ворожбі кристали солі кидаються у повітря і інтерпретується форма, яку кинута сіль сприймає у повітрі або на землі . Інший спосіб — випаровання води з соляного розчину і інтерпретація візерунка, сформованого сіллю, що кристалізувалася.
Одна із форм аломантії включає кидання кристалів солі у полум’я і є також різновидом піромантії.